# ロシアによる政治介入

## 日本

### 2025年参議院選挙での介入疑惑
第27回参議院議員通常選挙ではSNSでロシアのプロパガンダメディアとされるスプートニクや、ボットによる選挙介入が指摘された。X(Twitter)ではロシアによるプロパガンダメディアとされる「Japan News Navi」とそれを拡散するボットアカウントが相次いで凍結されることとなった
この選挙で初当選した参政党のさやは選挙期間中にスプートニクの取材を受けていたことが発覚し、同党の躍進にもロシアからの介入があった可能性が指摘されている

## 関連文献
- 長迫智子、小谷賢、大澤淳『SNS時代の戦略兵器 陰謀論：民主主義をむしばむ認知戦の脅威』ウェッジ、2025年1月24日。ISBN 978-4863102910。{{cite book ja}}:  CS1メンテナンス: 先頭の0を省略したymd形式の日付 (カテゴリ)
- 雨宮純、上野庸平、岡部友樹、烏谷昌幸、辻隆太朗、長迫智子、真殿琴子、水野俊平「認知領域の戦いで武器化される陰謀論（長迫智子）p193-208、中南米に広がる偽情報と陰謀論ネットワーク（長迫智子）p220-235」『社会分断と陰謀論：虚偽情報があふれる時代の解毒剤』文芸社、2025年5月15日。ISBN 978-4286262833。